# Народоосвободителен фронт
 Тази статия е за организацията в Егейска Македония.  За партията в Шри Ланка вижте Народоосвободителен фронт (Шри Ланка).  
Народоосвободителният фронт (НОФ) е комунистическа организация на българоезичните жители в Егейска Македония.

## История
Организацията е създадена на 23 април 1945 година. Ръководството и се състои от Паскал Митревски (секретар), Михайло Керамитчиев, Георги Урдов, Атанас Коровешов, Павле Раковски и Минчо Фотев. Организацията симпатизира на Комунистическата партия на Гърция и приема нейната политика за Обединена Македония в рамките на балканска федерация. Орган на НОФ е „Билетин“ (1945 - 1946), и по-късно „Непокорен“.
След разгрома на Демократичната армия на Гърция в Гражданската война през есента на 1949 година, НОФ е разпусната от КПГ.